# مستشفى شعم
مستشفى حكومي عام يقع في بلدة شعم، إمارة رأس الخيمة.
تم إحلال المستشفى في عام 2013 وسوف يتم استلامه في شهر أغسطس 2015.

## أقسام المستشفى
مبنى مستشفى شعم الجديد، الذي يتخذ موقعاً مميزاً على شاطئ البحرمن ثلاثة طوابق، الطابق الأرضي تتوزّع المرافق ذات العلاقة بالخدمات الطبية، مثل قسم الطوارئ والعيادات والأشعة والتحاليل الطبية والمكاتب الإدارية، في حين يختص الطابق الذي فوقه مباشرة بالأجهزة الكهربائية وأجهزة التبريد، ويضم الطابق الثالث غرف المرضى، التي يبلغ عددها 33 غرفة يتقاسمها الذكور والإناث. وحفاظاً على سلامة البيئة، يضم المستشفى محطة متطوّرة لمعالجة مياه الصرف الصحي وتنقيتها، بحيث يمكن الاستفادة منها في ري المسطحات الخضراء، وأيضاً يشمل مخطط المستشفى رصف مواقف لسيارات العاملين في المستشفى وأخرى للمراجعين.

## التكلفة
بلغت تكلفة إنشاء المستشفى 82 مليون درهم